# Чирков, Андрей Анатольевич
Андре́й Анато́льевич Чирко́в (род. 25 февраля 1968 года, Кирово-Чепецк, Кировская область, РСФСР, СССР) — советский хоккеист-нападающий.

## Биография
Родился в 1968 году в городе Кирово-Чепецке. Воспитанник ДЮСШ местного хоккейного клуба «Олимпия» (первый тренер — Ю. В. Ложкин), за который и начал играть в 1984 году.
В составе юниорской сборной СССР был серебряным призёром международного турнира «Дружба» (Польша, 1984 год) и международного турнира с участием юношеских сборных СССР, Швеции, Чехословакии и Финляндии (Москва, 1984 год).
В сезоне 1991/1992 играл в составе екатеринбургского клуба «Автомобилист», выступавшего в чемпионате СНГ, после чего вернулся в «Олимпию».